# حزب قدرت نوین
حزب قدرت نوین از مهم‌ترین احزاب سیاسی در تایوان است. جهت گیری سیاسی حزب "چپ محور" است و هدف آن بازی در یک نیروی اصلی اصلاحات ، پیشنهاد "ارزش مترقی" ، "گشودگی و شفافیت" و "عادی سازی وضعیت ملی تایوان" است. حزب قدرت نوین مانند گزاره های سیاسی حزب پیشرو دموکراتیک در مورد دیپلماسی و دفاع ملی است ، اما اولی امیدوار است که به طور مؤثر بر حزب پیشرو دموکراتیک نظارت و بررسی کند ، از نظر سیاسی به بسیاری از موضوعات مترقی پایبند باشد و مدافع چپ محلی در تایوان شود. 